# Nella morsa di ghiaccio
Nella morsa del ghiaccio la terza avventura della saga di 007 firmata da John Gardner, uscita nel 1983.

## Trama
Il National Socialist Action Army (NSAA) è un gruppo terroristico di ispirazione fascista che compie una serie di attentati contro politici comunisti in Nord Africa ed in Europa.

M invita James Bond a partecipare all'operazione Rompighiaccio: una collaborazione con KGB, CIA e Mossad per indagare contro l'NSAA.

Sull'isola di Madera, Bond conosce i suoi colleghi nell'operazione: Kolya Mosolov del KGB, Brad Tirpitz della CIA e la bellissima Rivke Inberg del Mossad. L'agente sovietico racconta di come l'NSAA rubi gli armamenti all'Armata Rossa dal depositi di Alakurtii a una sessantina di chilometri ad est dal confine con la Finlandia. Bond rivela l'informazione in possesso del suo Servizio Segreto per cui le operazioni in Finlandia per l'NSAA dovrebbero essere coordinate dal conte Konrad von Glöda.

Ad Helsinki, scopre che la sua amica Paula Vacker, nella cui casa avevano cercato di ucciderlo tempo prima, è sparita. Scopre anche che Paula ha un'amica e collega, Anni Tudeer, che è in realtà il vero nome di Rivke Inberg. Non ha tempo per Paula e deve pensare all'operazione, perciò parte in macchina per il Circolo polare artico. Durante le ventiquattr'ore di viaggio, un mezzo spazzaneve cerca, senza successo, di speronarlo.

Arrivato in albergo, riceve la visita di Rivke gli racconta la sua infanzia in Paraguay con il padre nazista ed ubriacone. Emigrata in Finlandia conosce e lavora con Paula, ma nega di centrare con la sua scomparsa.

Il mattino dopo Rivke finisce sotto una valanga mentre scia. La donna sopravvive all'incidente pur rompendosi entrambe le gambe e viene rapita da un finto dottore.

Kolya prende il comando del gruppo ed illustra come il Palazzo di ghiaccio di proprietà di von Glöda, sconfini sotto terra in Unione Sovietica e si avvicini al deposito militare dove, probabilmente, alcuni soldati provvedono a rifornire l'NSAA, tradendo il loro paese.

I tre partono in motoslitta per il deposito ma Tirpitz deve interrompere bruscamente il viaggio dopo aver urtato una mina antiuomo. I due superstiti riescono a vedere gli uomini del deposito preparare il carico di armi per l'NSAA. Ma Kolya lo tradisce e Bond è arrestato da Paula Vacker, vestita da ufficiale nazista.

Portato nel Palazzo di ghiaccio, ritrova Brad Tirpitz e scopre che è in realtà un neo nazista. Nudo ed all'aperto, l'agente britannico viene torturato con getti d'acqua gelata. Quindi è portato in un ambulatorio dove ritrova Rivke con le gambe ingessate. Scopre che von Glöda si chiama in realtà Arnee Tudeer ed è il padre di Rivke.

Bond trova un aiuto inaspettato in Paula che in realtà è un vero agente del KGB infiltrato nell'organizzazione e i due riescono a richiedere un attacco aereo che rade al suolo il palazzo sotterraneo.

Tornati ad Helsinki si trovano a dover lottare nell'ordine contro Mosolov, von Glöda e Tirpitz. Riescono a salvarsi dai loro tentativi di assassinarli, uccidendoli tutti e tre.

### Personaggi principali
- James Bond.
- Paula Vacker, pubblicitaria.
- Konrad von Glöda, capo del National Socialist Action Army.
- Rivke Inberg, agente del Mossad.
- Kolya Mosolov, agente del KGB.
- Brad Tirpitz, agente della CIA

## Opere collegate
- Durante la produzione dell'ultimo film in cui 007 è interpretato da Pierce Brosnan, a lungo è rimasta in vita la voce che trama e titolo si basassero su questo libro. Poi, all'uscita di La morte può attendere, si è visto che l'unico riferimento poteva essere il gelo dei ghiacci della sfida finale.

## Edizioni
- John Gardner, Nella morsa di ghiaccio, traduzione di Giuseppe Settanni, Segretissimo, Arnoldo Mondadori Editore, 1993,  p. 271.